# Ronde van Spanje 2020/Vijfde etappe
De vijfde etappe van de Ronde van Spanje 2020 werd verreden op 24 oktober tussen Huesca en Sabiñánigo. 
| Huesca – Sabiñánigo (185,5 km) |                     |                       |          |
| Plaats                         | Naam                | Ploeg                 | Tijd     |
| 1                              | Tim Wellens         | Lotto Soudal          | 4u19'25" |
| 2                              | Guillaume Martin    | Cofidis               | + 4"     |
| 3                              | Thymen Arensman     | Team Sunweb           | + 12"    |
| 4                              | Primož Roglič       | Team Jumbo-Visma      | + 2'13"  |
| 5                              | Felix Großschartner | BORA-hansgrohe        | + 2'14"  |
| 6                              | Alex Aranburu       | Astana Pro Team       | + 2'17"  |
| 7                              | George Bennett      | Team Jumbo-Visma      | z.t.     |
| 8                              | Julien Simon        | Total Direct Energie  | z.t.     |
| 9                              | Richard Carapaz     | Team INEOS Grenadiers | z.t.     |
| 10                             | Dorian Godon        | AG2R La Mondiale      | z.t.     |

| Algemeen klassement |                     |                        |           |
| Plaats              | Naam                | Ploeg                  | Tijd      |
| Rode trui           | Primož Roglič       | Team Jumbo-Visma       | 20u52'31" |
| 2                   | Daniel Martin       | Israel Start-Up Nation | + 5"      |
| 3                   | Richard Carapaz     | Team INEOS Grenadiers  | + 13"     |
| 4                   | Enric Mas           | Movistar Team          | + 32"     |
| 5                   | Hugh Carthy         | EF Education First     | + 38"     |
| 6                   | Sepp Kuss           | Team Jumbo-Visma       | + 44"     |
| 7                   | Felix Großschartner | BORA-hansgrohe         | + 1'17"   |
| 8                   | Esteban Chaves      | Mitchelton-Scott       | + 1'29"   |
| 9                   | Marc Soler          | Movistar Team          | + 1'55"   |
| 10                  | George Bennett      | Team Jumbo-Visma       | + 1'57"   |
|                     |                     |                        |           |
| 17                  | Wout Poels          | Bahrain McLaren        | + 3'13"   |
| 28                  | Kobe Goossens       | Lotto Soudal           | + 12'18"  |

## Opgaves
- Natnael Berhane (Cofidis): Afgestapt tijdens de etappe
- Grega Bole (Bahrain McLaren): Afgestapt tijdens de etappe
- Francisco Ventoso (CCC Team): Afgestapt tijdens de etappe

1e etappe ·
2e etappe ·
3e etappe ·
4e etappe ·
5e etappe ·
6e etappe ·
7e etappe ·
8e etappe ·
9e etappe ·
10e etappe ·
11e etappe ·
12e etappe ·
13e etappe ·
14e etappe ·
15e etappe ·
16e etappe ·
17e etappe ·
18e etappe
Startlijst · Eindstanden · Afbeeldingen